# Hapsifera euschema
Hapsifera euschema är en fjärilsart som beskrevs av László Anthony Gozmány. Hapsifera euschema ingår i släktet Hapsifera och familjen äkta malar. Inga underarter finns listade i Catalogue of Life.